# 豊田圭史
豊田 圭史（とよだ けいし、1984年2月4日 - ）は、日本の学生野球指導者。武相高等学校硬式野球部監督。

## 来歴・人物

### 現役時代
神奈川県出身。武相高校時代は外野手として活躍し、投手とは縁がなかった。富士大学進学後に本格的に投手を始める。卒業後、広域複合型企業チーム、フェズント岩手で3年間現役を続けた。

### 指導者として
現役引退後は母校である富士大学硬式野球部のコーチを2009年から務め、2013年12月から青木久典より同大学の監督を引き継いでから10季連続優勝に導き連盟記録を更新。監督として全日本大学野球選手権には5度、明治神宮大会には3度の出場。
大学では全体練習を短くし、個々の長所や自主性を養って成長を促す練習法を取り入れ、選手育成に定評があった。そのため、同大学は地方大学ながら多くの選手を抱えており、コーチ時代には中村恭平、山川穂高、監督になってからは外崎修汰、多和田真三郎、小野泰己、鈴木翔天、佐藤龍世、佐々木健 といった選手をプロ野球界に輩出している。
入学から2年生の途中まで携わった金村尚真もドラフト指名された。
プロ野球だけでなく、社会人野球の企業チームにも多くの選手を送り出した。
代表的には久保皓史（三菱重工EAST）濱田祥伍（NTT西日本）小林遼（ENEOS）三浦智聡（西濃運輸）楠研次郎（東京ガス）下地滉太（JFE東日本）丹野涼介（三菱重工EAST）吉田開（日本製鉄かずさマジック）河内愛哉（JFE西日本）宇賀神陸玖（JFE東日本）宮下竜一（NTT東日本）佐藤大雅（鷺宮製作所）など60名近くの選手がいた。
コーチ・監督として12年目となる2020年7月末に富士大学を退職して、8月より同じく母校である武相高校の監督に就任。
武相高校の監督として、4年目となる年、2024年春季神奈川県大会にて、春夏秋を通じて40年ぶりとなる決勝に進出し、東海大相模を9-8で下し42年ぶりとなる優勝を決めた。
2024年春季大会から低反発バットに変わったが、その中でも打力に力を入れ優勝に導いた。3回戦から決勝戦までの5試合で全て10安打以上放ち長打力も発揮した。